# Friuli-Venezia Giulia
Friuli-Venezia Giulia (Friuliaans: Friûl-Vignesie Julie, Sloveens: Furlanija-Julijska krajina Duits: Friaul-Julisch Venetien) of Friuli-Julisch Venetië is een autonome regio in het noordoosten van Italië met een oppervlakte van 7844 km² en ongeveer 1.180.000 inwoners. De regio grenst aan de regio Veneto, de republieken Oostenrijk en Slovenië en aan de Adriatische Zee. De hoofdstad van de regio is Triëst.
De regio was tot 2017 verdeeld in vier provincies. Na een bestuurlijke herindeling bestaat de regio nu uit 18 Unioni territoriali intercomunali (UTI) (intergemeentelijke unies). De provincies werden echter in 2019 opnieuw ingevoerd als Decentralisatie-eenheden.
Het is een van de kleinere regio's van Italië. Friuli-Venezia Giulia beslaat 2,6% van het land en is alleen groter dan Ligurië, Molise en Valle d'Aosta. Van de 1000 Italianen wonen er 20 in Friuli-Venezia Giulia, 2% van de totale nationale bevolking.
Ruwweg kan de regio geografisch in drie delen worden opgedeeld: het bergachtige noorden, het heuvelachtige centrum en de vlakte in het zuiden die aan de zee ligt. De belangrijkste en langste (170 km) rivier is de Tagliamento die in de Karnische Alpen ontspringt. De regio is de meest regenachtige van Italië. De meeste neerslag valt in de herfst en in het begin van de winter.
Historisch gezien maakt de regio deel uit van de grens tussen de Romaanse en de Slavische wereld. De status van autonome regio verkreeg Friuli-Venezia Giulia omdat er van oudsher zowel omvangrijke groepen Friulanen alsook Slovenen leven, wier talen een beperkte (want naar provincie verschillende) officiële status houden. Zie ook de geschiedenis van Val Canale en de Drie Venetiës.

## Intercommunale Unies (UTI) en belangrijke plaatsen
| Intercommunale Unies (UTI)            | Hoofdstad               | Voormalige Provincie |
| ------------------------------------- | ----------------------- | -------------------- |
| Giuliana                              | Triëst                  | TS                   |
| Carso Isonzo Adriatico                | Monfalcone              | GO                   |
| Collio - Alto Isonzo                  | Gorizia                 | GO                   |
| del Canal del Ferro - Val Canale      | Tarvisio                | UD                   |
| del Gemonese                          | Gemona del Friuli       | UD                   |
| della Carnia                          | Tolmezzo                | UD                   |
| Friuli Centrale                       | Udine                   | UD                   |
| del Torre                             | Tarcento                | UD                   |
| Mediofriuli                           | Codroipo                | UD                   |
| Collinare                             | San Daniele del Friuli  | UD                   |
| del Natisone                          | Cividale del Friuli     | UD                   |
| Riviera - Bassa Friulana              | Latisana                | UD                   |
| Agro Aquileiese                       | Cervignano del Friuli   | UD                   |
| del Tagliamento                       | San Vito al Tagliamento | PN                   |
| delle Valli e delle Dolomiti Friulane | Maniago                 | PN                   |
| Livenza - Cansiglio - Cavallo         | Sacile                  | PN                   |
| Sile e Meduna                         | Azzano Decimo           | PN                   |
| del Noncello                          | Pordenone               | PN                   |

## Provincies en belangrijke plaatsen

Provincies (sinds 2020 'decentralisatie-eenheden') in Friuli-Venezia Giulia

| Voormalige Provincie | Afkorting | Hoofdstad | Andere belangrijke plaatsen   |
| -------------------- | --------- | --------- | ----------------------------- |
| Gorizia              | GO        | Gorizia   | Monfalcone                    |
| Pordenone            | PN        | Pordenone | Porcia                        |
| Triëst               | TS        | Triëst    | Muggia                        |
| Udine                | UD        | Udine     | Cividale del Friuli, Tolmezzo |